# Indigene Völker Alaskas

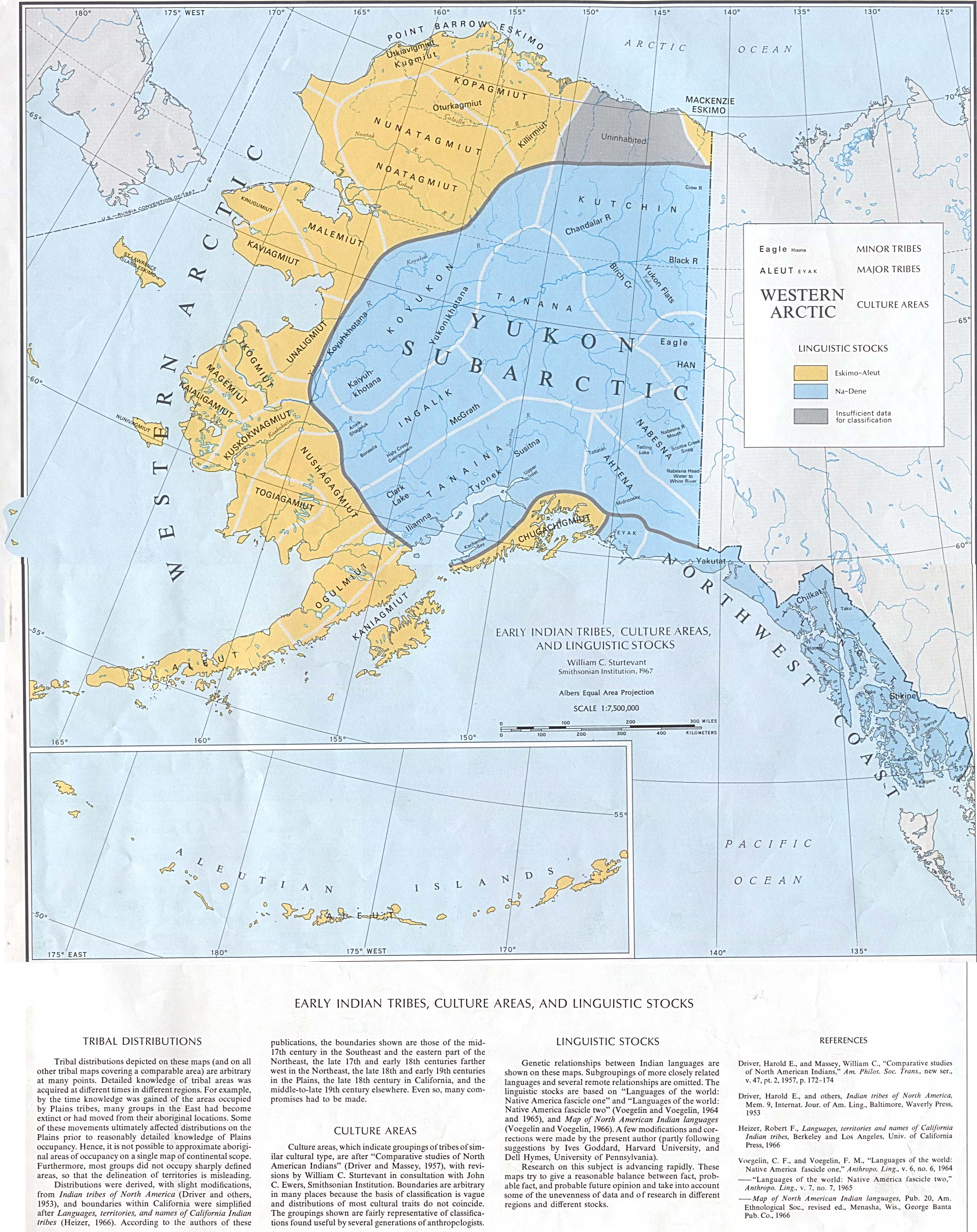
Sprachregionen der indigenen Völker Alaskas (1970)

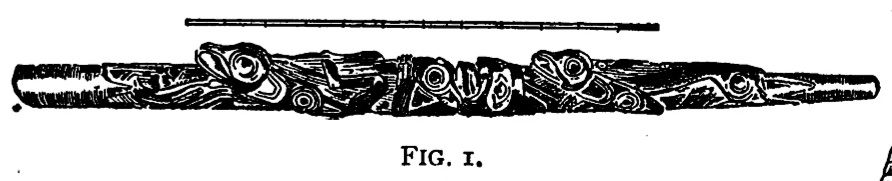
Eine Flöte aus Stein (Waldo Selden Pratt: The History of Music 1907)

Die indigenen Völker Alaskas (englisch Alaska Natives) sind Indianer und Eskimovölker aus dem Gebiet des heutigen US-Bundesstaates Alaska, wo 225 der 562 in den USA anerkannten Stämme leben. Bei der Volkszählung 2000 gaben 98.043 Menschen an, Indigene von Alaska zu sein (15,6 Prozent der damaligen alaskischen Gesamtbevölkerung).

## Besiedlung und Kultur
Die heutigen Indianerstämme der Südostküste und des Inlandes sind Nachfahren der Paläo-Indianer, die vor etwa 16.000 bis 12.000 Jahren von Sibirien über die damals noch bestehende Beringia-Landbrücke einwanderten. Die Eskimos stammen von einer späteren Siedlungswelle ab. Die Vorfahren des Volks der Aleuten besiedelten die Aleuten-Inselkette vor rund 4000 Jahren von Sibirien aus.
Die Völker gehören verschiedenen Kulturarealen an und haben entsprechend erheblich unterschiedliche Formen der sozialen Organisation und religiöse und kulturelle Eigenheiten. Einige Stämme der Pazifikküste sind vor allem für ihre reichhaltige Schnitzkunst bekannt, die noch heute gepflegt wird.

## Heutiger rechtlicher Status

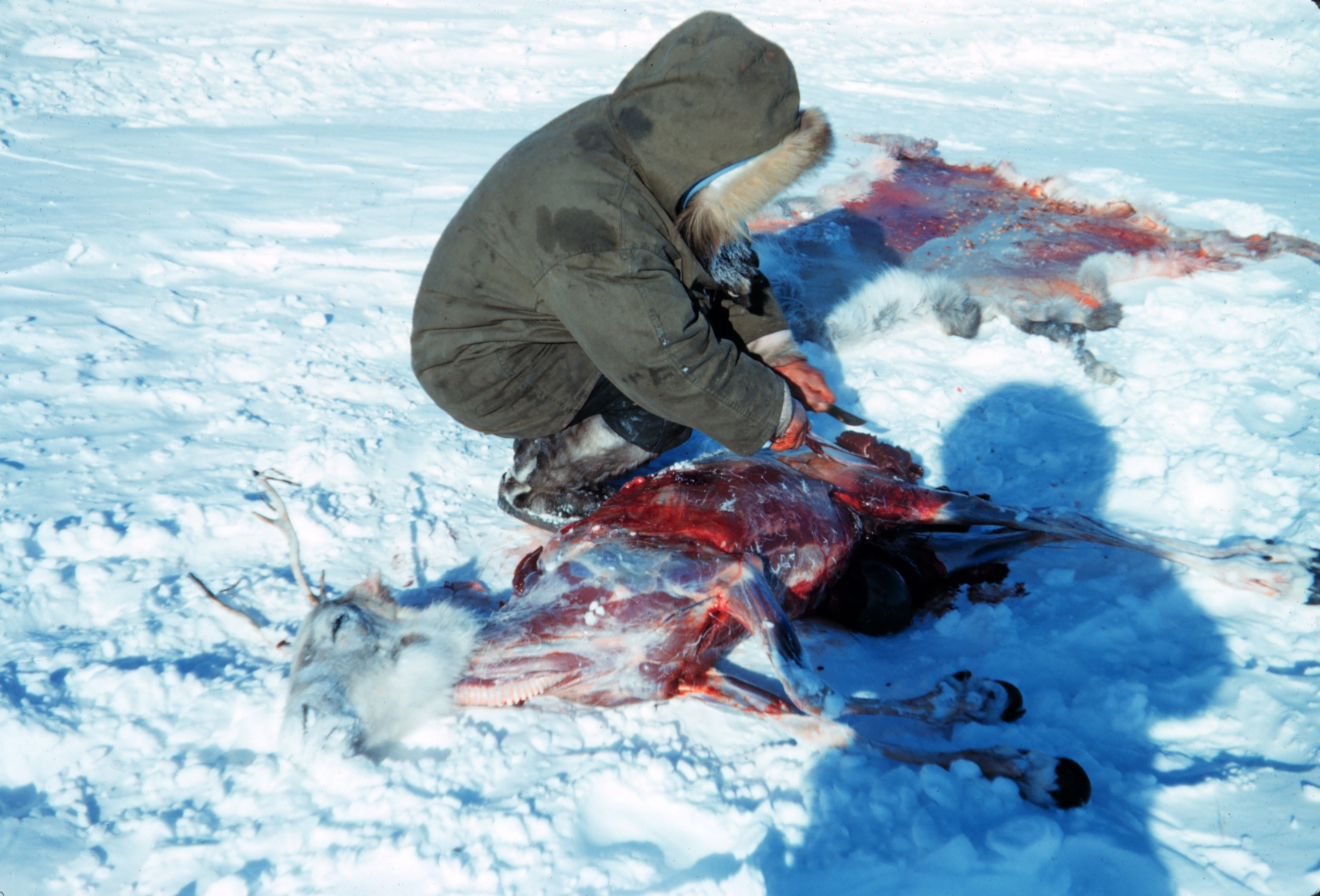
Im Gegensatz zu den meisten anderen indigenen Völkern der Erde genießt die Bedarfswirtschaft in Alaska rechtlichen Schutz

Ähnlich den kanadischen Inuit und First Nations, die als eigene Völker anerkannt sind, werden die indigenen Völker Alaskas in einigen rechtlichen Bereichen anders behandelt als die Indianer im Rest der USA. So sind sie beispielsweise durch eine 1995 verabschiedete Ergänzung des Marine Mammal Protection Act von 1972 berechtigt, Wale und andere Meeressäuger zu jagen. Außerdem erhielten sie Landbesitzrechte, die im bis 1971 gültigen Alaska Native Allotment Act geregelt waren, und die sich in Teilen wesentlich von denen des Dawes Acts unterschieden, der das Reservatsland der Indianer in den anderen Regionen der USA parzellierte. 1971 regelte der Alaska Native Claims Settlement Act die Gebietsansprüche der indigenen Völker und übertrug Grundbesitzrechte auf 13 Alaska Native Regional Corporations (Gebietskörperschaften) und über 200 Körperschaften auf Ebene der so genannten Villages.
Die traditionelle Subsistenzwirtschaft (subsistence management: Fischen, Jagen, Sammeln zur Selbstversorgung) wird gesetzlich geschützt und genießt Vorrang gegenüber marktwirtschaftlichen Bestrebungen in diesen Wirtschaftszweigen. Sie ist insbesondere in den nicht an das Straßennetz angeschlossenen Gebieten des sogenannten Alaskan Bushs auch heute noch für viele Familien essentiell zur Sicherung des Lebensunterhalts. Auch die Jagd auf Wale, die den Indigenen nach dem Walfang-Übereinkommen erlaubt ist, gehört nach wie vor dazu Weltweit betrachtet ist die staatliche Förderung der Selbstversorgung eine ungewöhnliche Ausnahme. Die Regelung der Subsistenzwirtschaft  auf bundeseigenen Gebieten liegt seit 1990 durch den Alaska National Interest Lands Conservation Act in Händen der Bundesregierung. Die Bedeutung der Selbstversorgung muss jedoch auch bei Familien, die keiner marktwirtschaftlichen Tätigkeit nachgehen, im Hinblick auf den sogenannten „Permanent Fund“ des Staates Alaska gesehen werden: Jeder Bürger erhält seit 1976 meist im Herbst eine Dividende aus den staatlichen Einnahmen aus der Ölindustrie, der in den Jahren 1998 bis 2013 durchschnittlich 1370 $ pro Jahr betrug.
Die Stammesverwaltungen der indigenen Völker Alaskas haben, im Gegensatz zu den Indianern auf dem restlichen Staatsgebiet, nicht das Recht, Steuern einzuziehen, da sie – mit Ausnahme der Tsimshians – nicht über Reservate verfügen.

## Regionale Zuordnung

### Binnenland

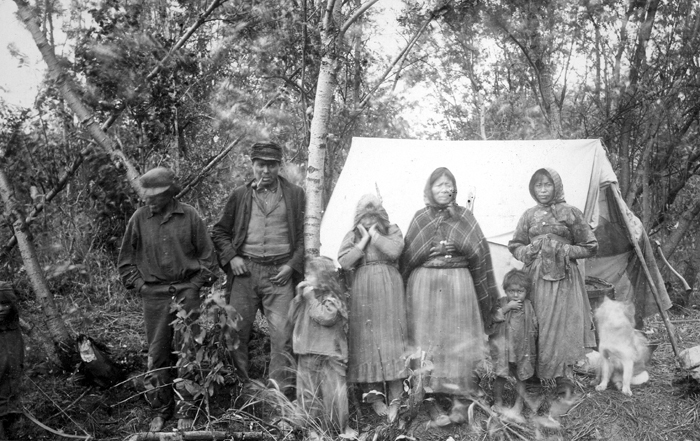
Indianer von der Gruppe der Koyukon (1898)

Die Athabasken lebten als umherstreifende Jäger und Sammler im Alaska Interior zwischen der Brookskette und der Kenai-Halbinsel am Golf von Alaska. Die Einzugsgebiete der fünf großen Flüsse des Binnenlands, Yukon, Tanana, Susitna, Kuskokwim und Copper, bildeten ihre Lebensgrundlage.
Sie bewegten sich in kleinen Gruppen von 20 bis 40 Personen und ernährten sich von Fischfang, Jagd und Fallenstellerei. Im Sommer wurden Lager an fischreichen Flüssen errichtet, im Winter zogen die Familien in Winterquartiere, die als Basislager dienten.
Mit den Ahtna, Deg Xinag, Dena'ina, Gwich'in, Hän, Holikachuk, Kolchan, Koyukon, Lower Tanana, Tanacross und Upper Tanana gibt es elf Sprachgruppen.

### Aleuten und Südküste

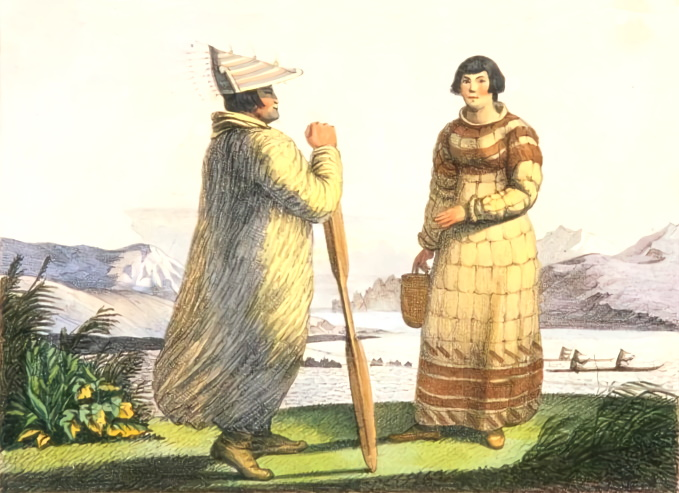
Aleuten (Illustration um 1820)

Der Lebensraum der Aleuten und der Alutiiq ist die Inselkette der Aleuten, die Alaska-Halbinsel und die Südküste des Festlands von Alaska um den Prince William Sound. Nahrungsgrundlage sind die Ressourcen der umgebenden Meere, des nördlichen Pazifiks und des Beringmeers. Mit Baidarkas, aus Treibholz, Knochen und Tierhäuten gebauten Kajaks, wurde auf dem Meer gejagt.
Die Sprache der Aleuten hat sich vor rund 4000 Jahren von der der Yupik abgespalten. Die Alutiiq werden von Anthropologen in drei Gruppen, die Chugach am Prince William Sound, die Unegkurmiut auf der Kenai-Halbinsel und die Koniag auf Kodiak Island und der Alaska-Halbinsel, gegliedert. Die Völker waren sesshaft an Wasserläufen im Binnenland oder an der Küste des Meeres. Der Handel mit anderen Stämmen entlang der Küste und auch den Athabasken aus der Region des Copper Rivers sorgte für eine Ergänzung der einseitigen Nahrung, die das Meer lieferte.

### Südosten und Panhandle
Das südöstliche Alaska und der Panhandle ist die Heimat der Eyak, Haida, Tlingit und Tsimshian. Ihre Kultur verbindet sie mit anderen Völkern der Pazifikküste bis in den Süden nach Oregon. Deutliche Unterschiede gibt es in Stammesordnung und Sprache. Die Region vom Delta des Copper River bis in den südöstlichen Panhandle besteht aus gemäßigtem Regenwald, was das Meer, die Flüsse und die Meeresarme der Inside Passage zu wichtigen Verkehrswegen machte.
Die Eyak besiedelten die Region am Golf von Alaska zwischen Copper River und Icy Bay südlich des Mount Saint Elias. Weiter südöstlich, zwischen Icy Bay und Dixon Entrance, leben die Tlingit, die sich bis über die heutige kanadische Grenze ins Inland ausgebreitet hatten. Die Haida, deren ursprüngliches Gebiet Haida Gwaii ist, waren vor dem Eintreffen der ersten Europäer nach Norden bis auf Prince of Wales Island vorgedrungen.

### Südwesten und Bristol Bay

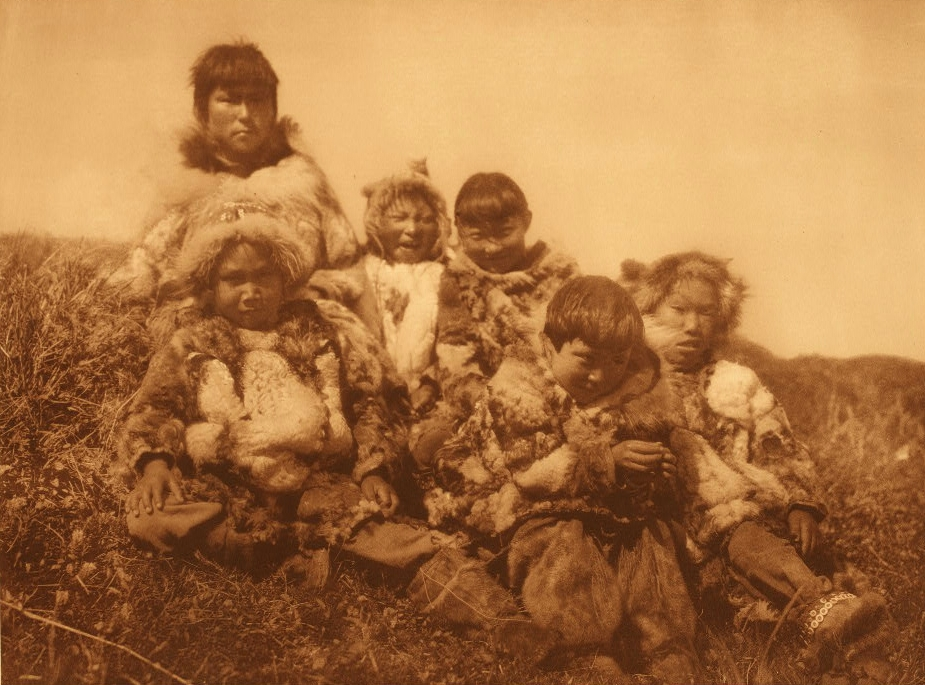
Kinder auf Nunivak (1930)

Die Central Alaskan Yup'ik leben im Südwesten Alaskas an der Bristol Bay, im Yukon-Kuskokwim-Delta und auf der Insel Nunivak. Zur Zeit des Erstkontakts mit Europäern lag die Bevölkerungszahl bei etwa 16.500. Sie ernährten sich als Jäger und Sammler und von den Ressourcen des Meers. Die Yup'ik und Cup'ik lebten nomadisch und folgten den Wanderwegen des Wilds.
Die Männer der Gruppen und Familien lebten in den saisonalen, weit verstreuten Lagern in so genannten „Qasgiqs“ (Gemeindehäusern), wo auch die kulturellen Veranstaltungen abgehalten wurden. Die Frauen bewohnten „Enas“, die ähnlich gestaltet aber kleiner waren als die „Qasgiqs“ und wo die Nahrungszubereitung stattfand.

### Nordwesten undNorth Slope

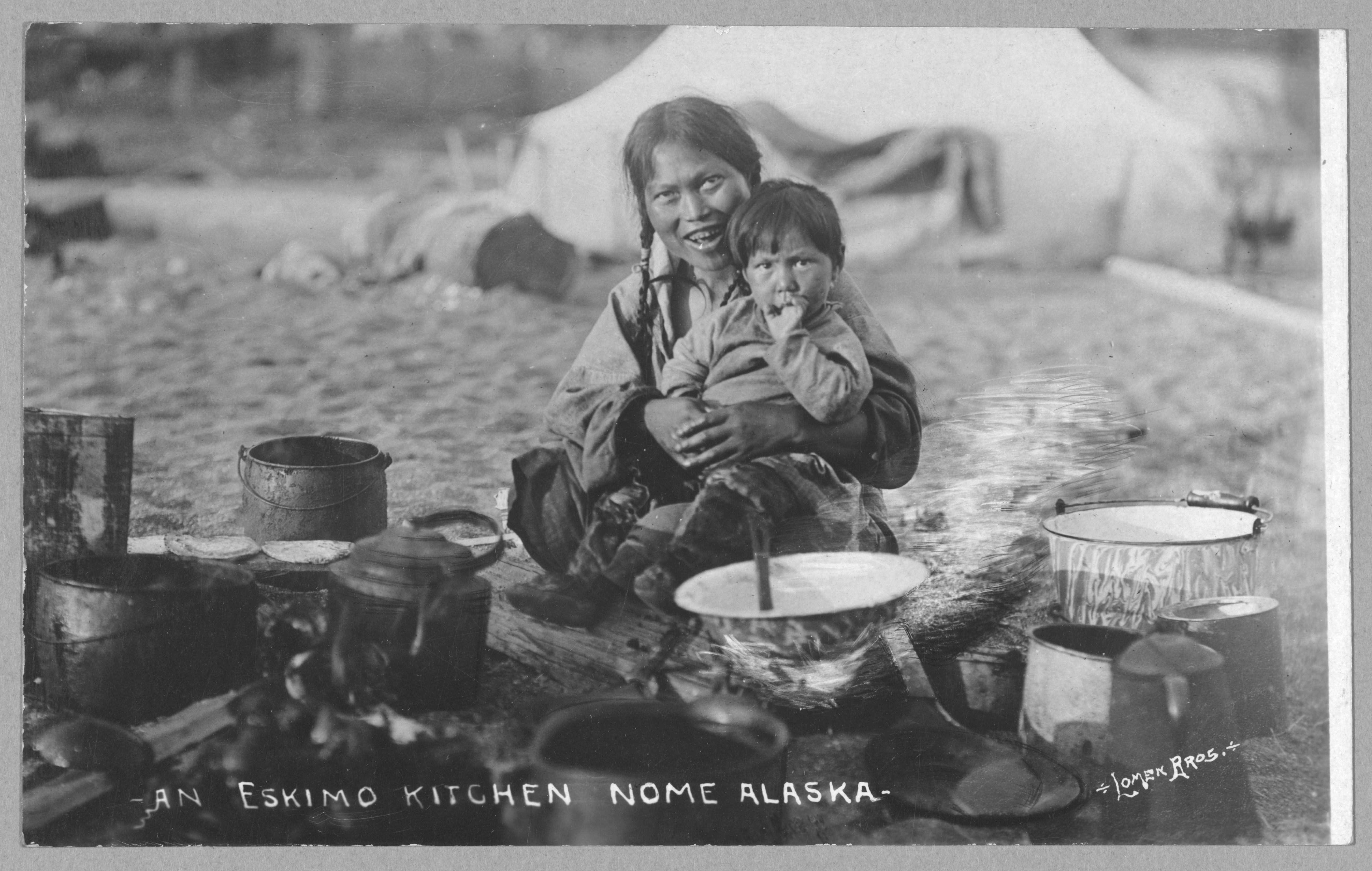
Mutter mit Kind in Nome (1916)

Die Inupiat und St. Lawrence Island Yupik waren und sind Jäger und Sammler im Nordwesten Alaskas mit der Seward-Halbinsel und in der North Slope am Nordpolarmeer. Ihre Lebensgrundlage basiert auf Wal- und Fischfang und den Rentierherden der arktischen Tundra. Sie leben in kleinen Gruppen mit bis zu 200 Mitgliedern. Die zur Zeit des Erstkontakts mit Europäern größten Volksgruppen waren die St. Lawrence Island Yupiit mit 1500 Personen, die Bering Strait Inupiat (1820 Personen), die Kotzebue Sound Inupiat (3675 Personen), die North Alaska Coast Inupiat („Tareumiut“, Volk des Meeres, 1850 Personen) und die Interior North Inupiat („Nunamiut“, Volk des Landes, 1050 Personen).
Bei der Gestaltung der Unterkunft war allen Gruppen gemein, dass der Eingang unter der Wohnfläche lag, um kalte Luft am Eindringen zu hindern, dass die Behausung teilweise in den Boden eingelassen waren, um das umgebende Erdreich zur Isolation zu nutzen und dass Öllampen aus Keramik oder Speckstein zur Erzeugung von Licht und Wärme sowie zum Kochen verwendet wurden.

## Sprachen
In Alaska gibt es über 20 verschiedene Sprachen der indigenen Völker aus insgesamt vier Sprachfamilien. Die athapaskischen Sprachen bilden mit dem ausgestorbenen Eyak eine genetische Einheit. Die genetische Verwandtschaft des Tlingit ist nicht abschließend geklärt. Die Sprachgruppe Tlingit-Eyak-Athapaskisch wird als Na-Dené-Sprachen bezeichnet. Neben den athapaskischen sind die Eskimo-aleutische Sprachen die zweite große Sprachgruppe. Das Haida wurde früher auch den Na-Dené-Sprachen zugeordnet, heute aber als isolierte Sprache wie das Tsimshian gesehen.